# Cesare Paoli
Cesare Paoli, född den 10 november 1840 i Florens, död där den 20 januari 1902, var en italiensk historiker och arkivman.
Paoli blev arkivarie i Siena 1865 och i Florens 1870 samt professor i historiska hjälpvetenskaper vid därvarande högskola. Paoli skrev flera avhandlingar i florentinsk historia samt Programma scolastico di paleografia latina e di diplomatica (2:a upplagan, 3 band, 1888-1900; tysk översättning av K. Lohmeyer, 3 band, 1895-1900). Han var sedan 1888 utgivare av "Archivio storico italiano" (bibliografi i nämnda tidskrift, band 29, 1902).